# فورد ترانزيت
فورد ترانزيت هي سيارة عربة نقل من صناعة شركة فورد أنتجت في 1965.

## معرض صور

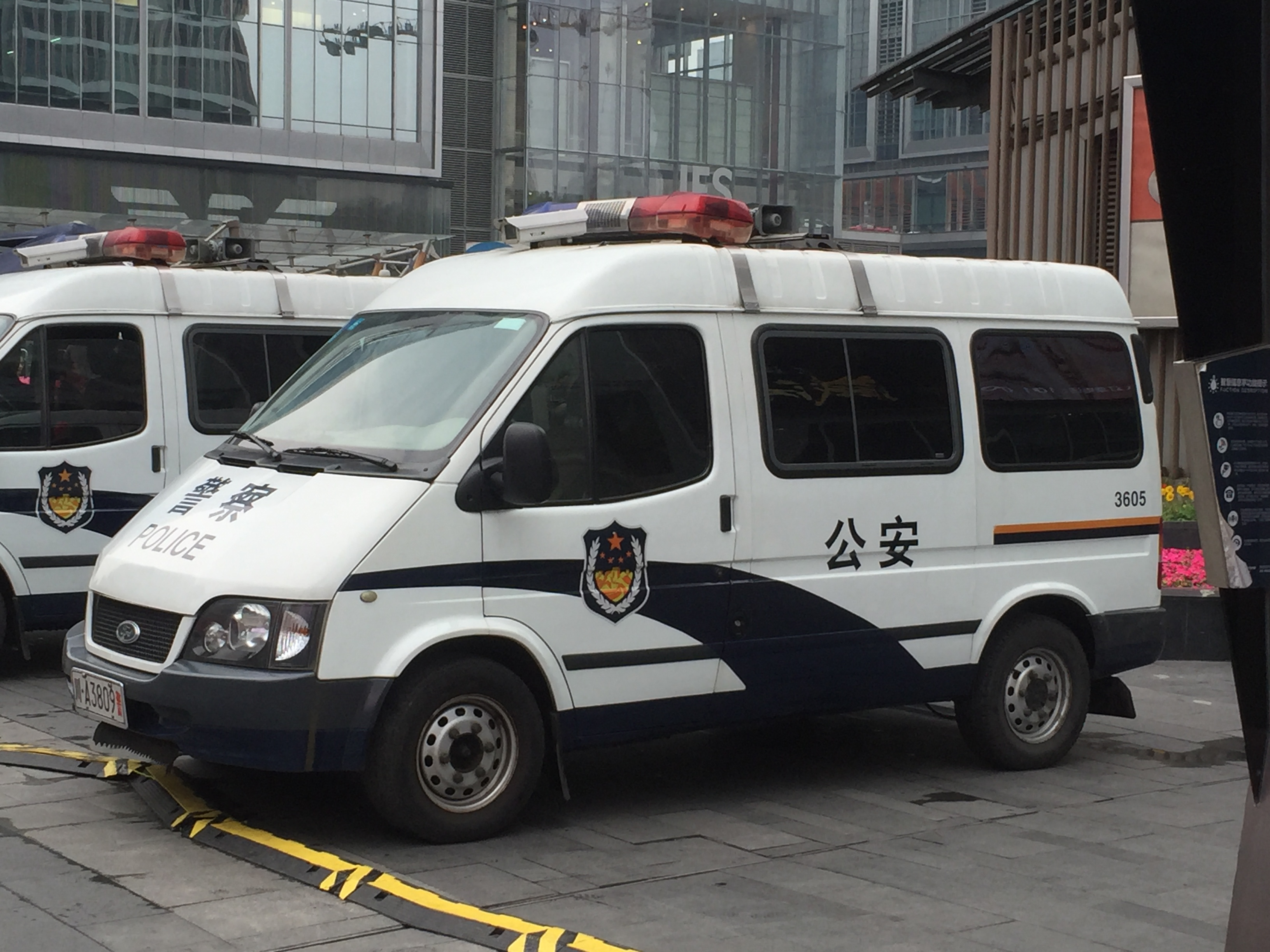
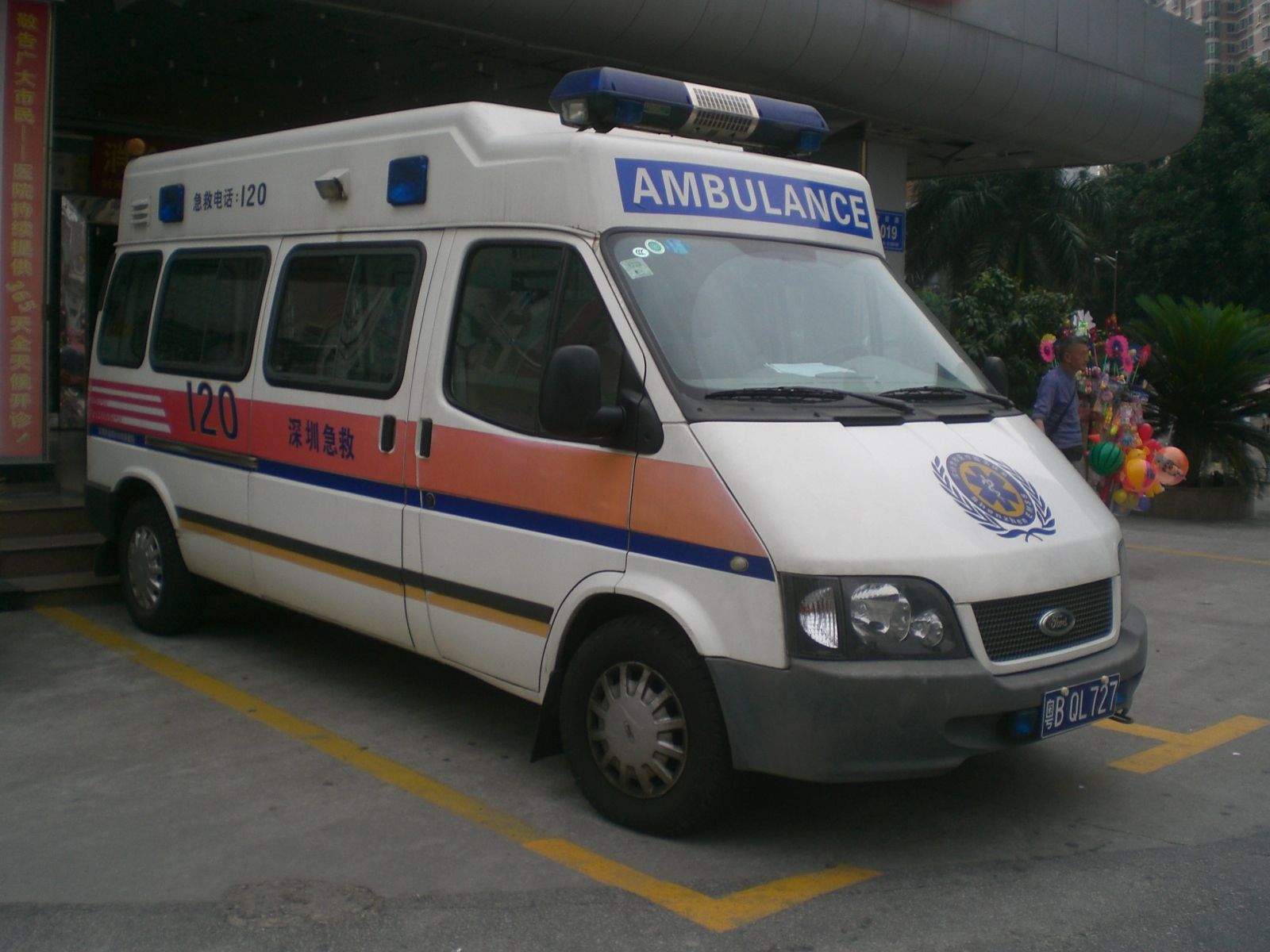
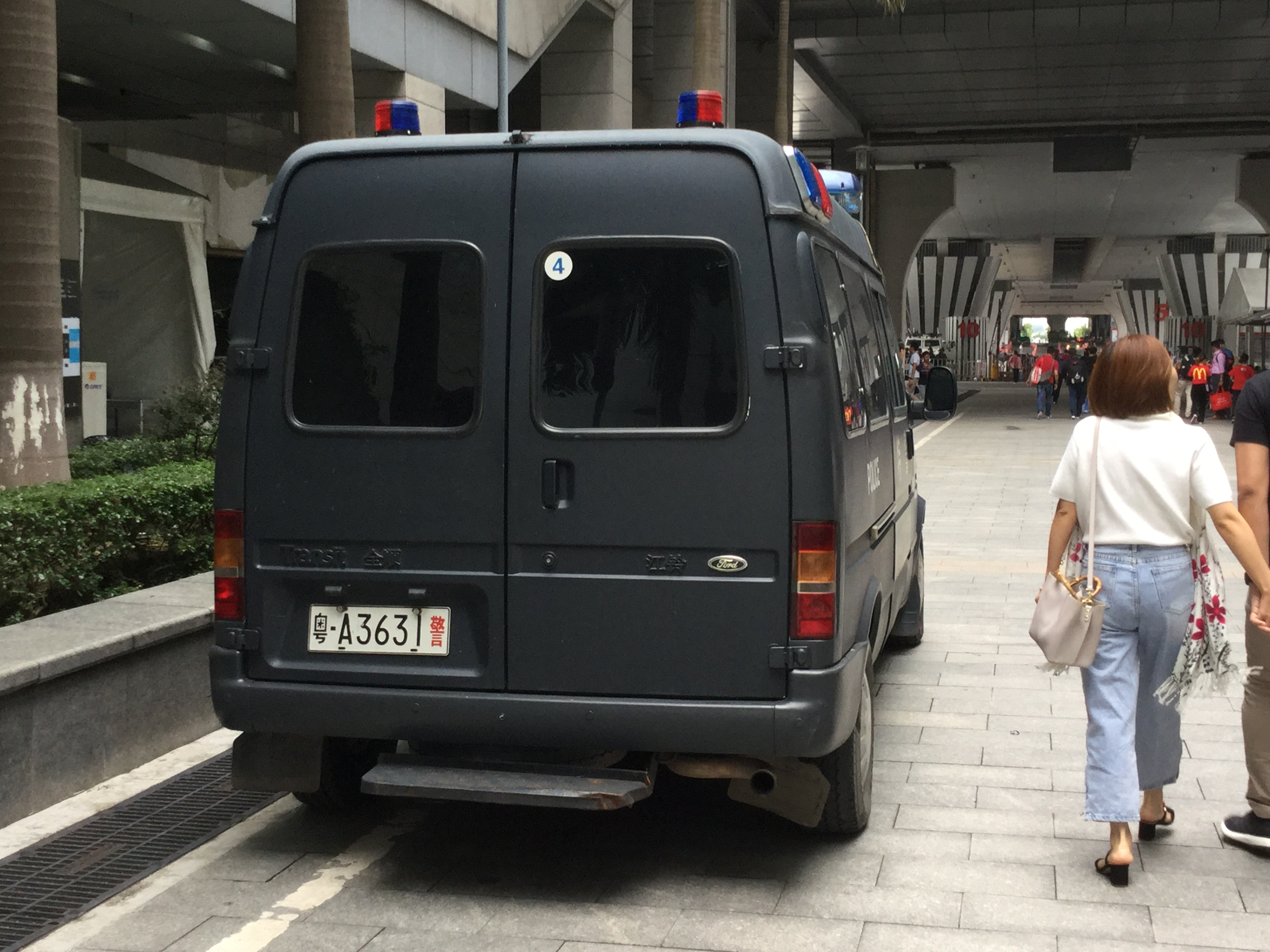
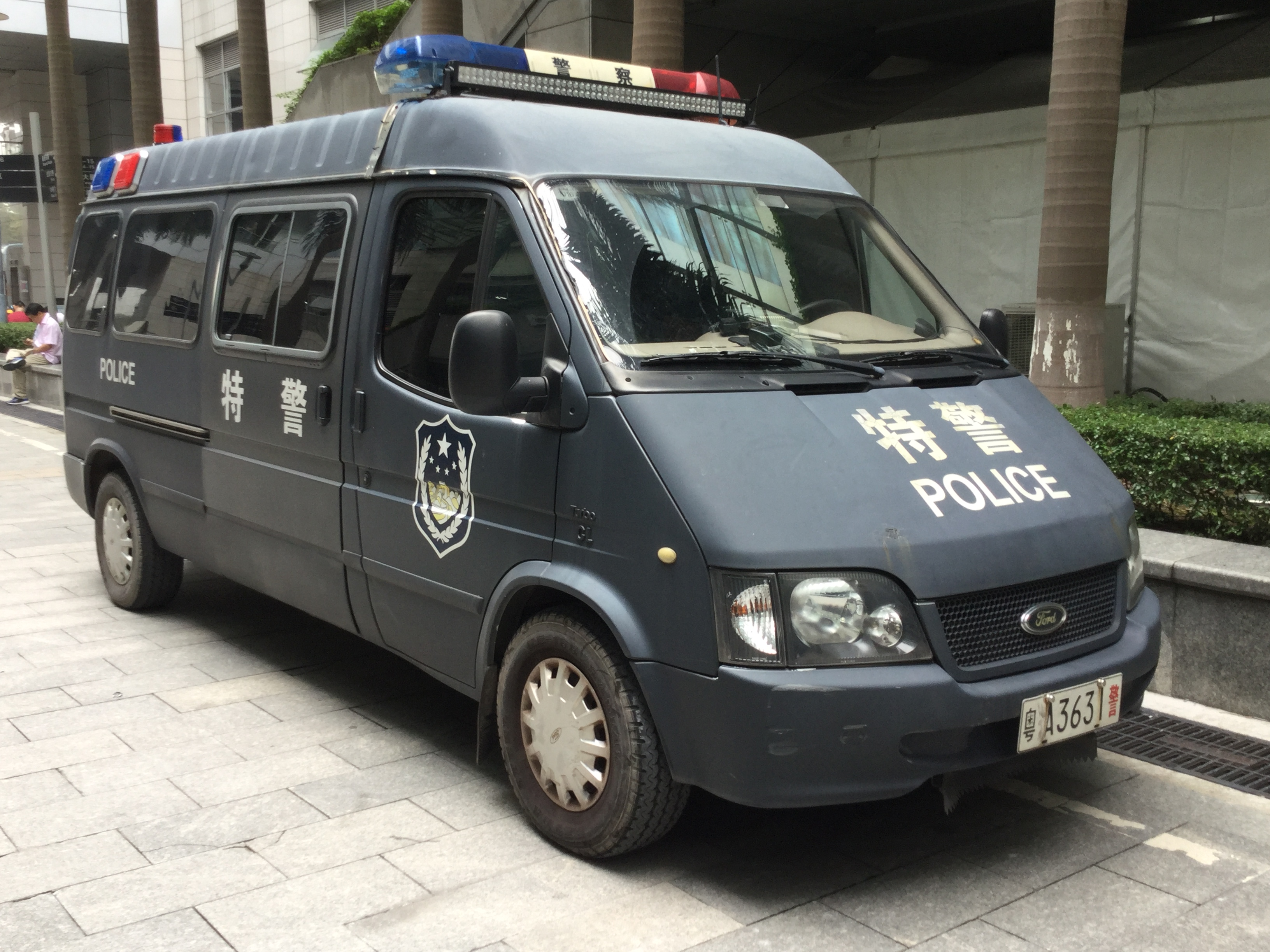

## وصلات خارجية
- الموقع الرسمي